# RTEMS
RTEMS (Real-Time Executive for Multiprocessor Systems) é um sistema operacional de tempo real open source projetado para sistemas embarcados.
O acrônimo RTEMS significava, inicialmente, 'Real-Time Executive for Missile Systems', posteriormente passou a significar 'Real-Time Executive for Military Systems' até mudar para o atual significado.
O desenvolvimento do RTEMS começou no final da década de 80, com as primeiras versões do RTEMS disponíveis via ftp. O projeto RTEMS é atualmente gerenciado pela OAR Corporation em cooperação com a Steering Committee, que inclui neste comitê alguns usuários do sistema.
O RTEMS é projetado para sistemas embarcados, tempo real, e é compatível com várias arquiteturas de processador-alvo, como, por exemplo:
- ARM
- Atmel AVR
- Blackfin
- Freescale ColdFire
- Texas Instruments C3x/C4x DSPs
- H8/300
- Intel 80386, Pentium, e processadores de arquitetura x86
- Lattice Mico32
- 68k
- MIPS
- Nios II
- PowerPC
- Renesas M32C
- Renesas M32R
- Renesas SuperH
- SPARC
- ERC32
- LEON

RTEMS é projetado para atender a várias API open source, incluindo POSIX e uITRON. A API conhecida como clássica do RTEMS foi originalmente baseada nas especificações do Real-Time Executive Interface Definition (RTEID). RTEMS também é compatível com vários filesystems, incluindo NFS e FAT filesystem.